# Constitution du Rwanda
Lire en ligne

Consulter

La Constitution de la République du Rwanda est la loi fondamentale du Rwanda qui fut approuvée par un référendum le 26 mai 2003. Elle abroge la Constitution rwandaise de 1991.
La Constitution cite le génocide des Tutsis au Rwanda dans son préambule, appelant à la réconciliation et à la prospérité. L'égalité entre les hommes et les femmes est également inscrite dans la Constitution, interdisant les discriminations sur la base du sexe des individus.
Les 17 et 18 décembre 2015, un référendum est organisé afin d'amender la Constitution et permettre à Paul Kagame de se représenter à un troisième mandat de sept ans puis à deux de cinq ans,.

## Sources
- (en) Cet article est partiellement ou en totalité issu de l’article de Wikipédia en anglais intitulé « Constitution of Rwanda » (voir la liste des auteurs).

## Compléments